# Мезель
Мезе́ль (фр. Mézel, окс. Mesèu) — коммуна во Франции, находится в регионе Прованс — Альпы — Лазурный Берег. Департамент коммуны — Альпы Верхнего Прованса. Главный город кантона Мезель. Округ коммуны — Динь-ле-Бен.
Код INSEE коммуны — 04121.

## Население
Население коммуны на 2008 год составляло 660 человек.
| 1962 | 1968 | 1975 | 1982 | 1990 | 1999 | 2008 |
| ---- | ---- | ---- | ---- | ---- | ---- | ---- |
| 363  | 346  | 326  | 335  | 423  | 536  | 660  |

## Экономика
В 2007 году среди 387 человек в трудоспособном возрасте (15—64 лет) 284 были экономически активными, 103 — неактивными (показатель активности — 73,4 %, в 1999 году было 69,6 %). Из 284 активных работали 250 человек (134 мужчины и 116 женщин), безработных было 34 (13 мужчин и 21 женщина). Среди 103 неактивных 35 человек были учениками или студентами, 31 — пенсионерами, 37 были неактивными по другим причинам.

## Достопримечательности
- Часовня Нотр-Дам-дю-Розер
- Часовня Нотр-Дам-де-Льес
- Приходская церковь Нотр-Дам

## Фотогалерея

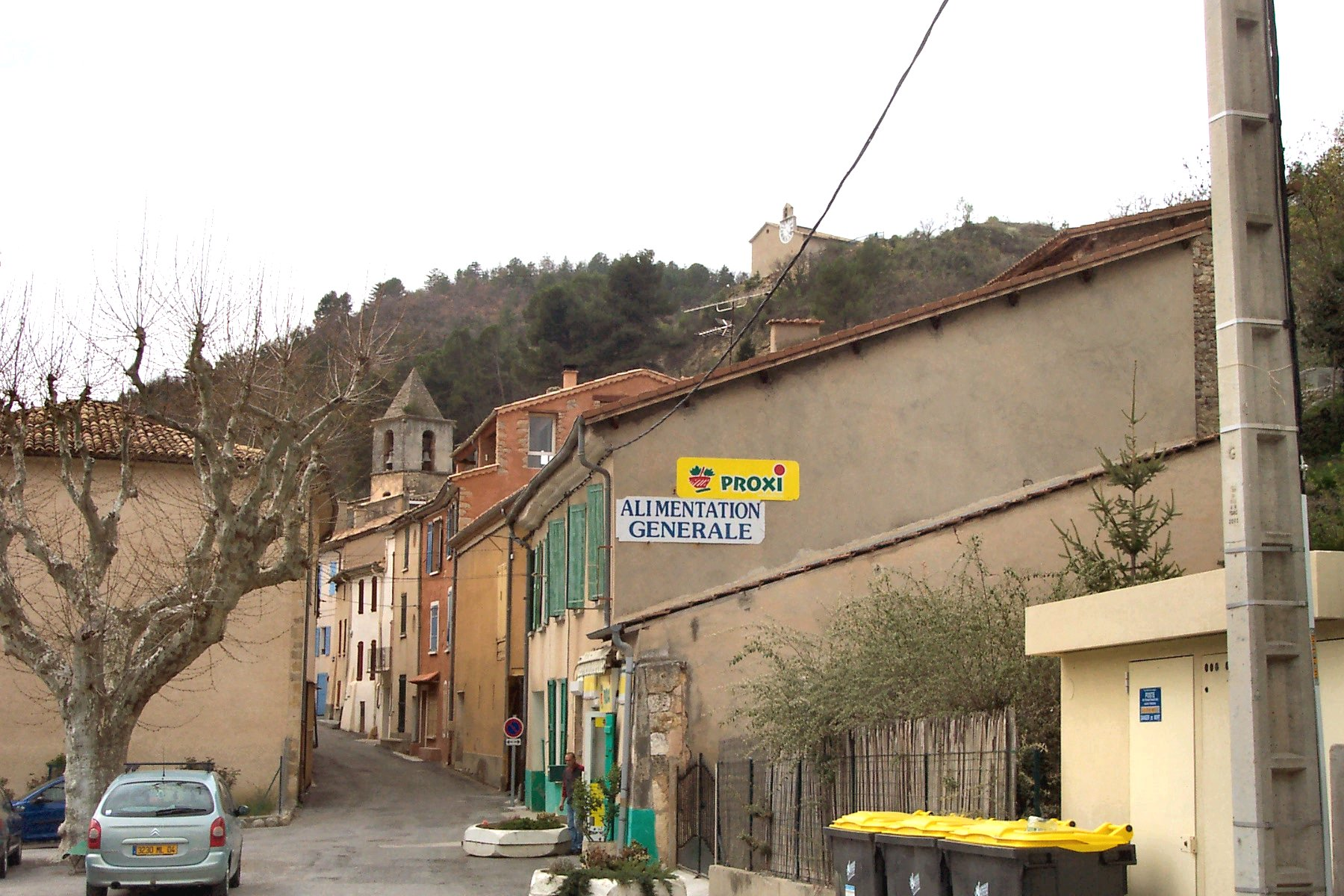
Мезель
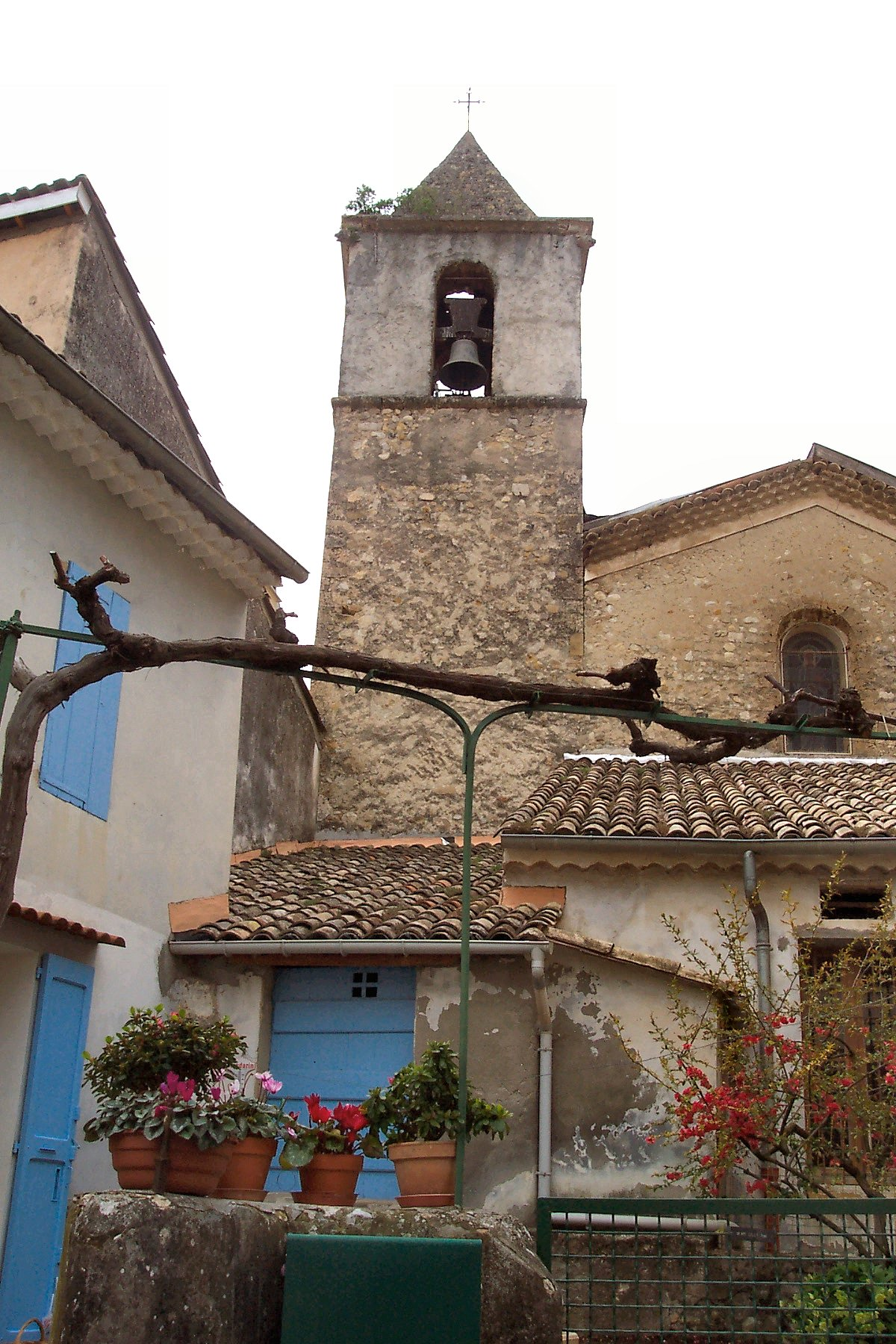
Церковь